# Sascha Haas

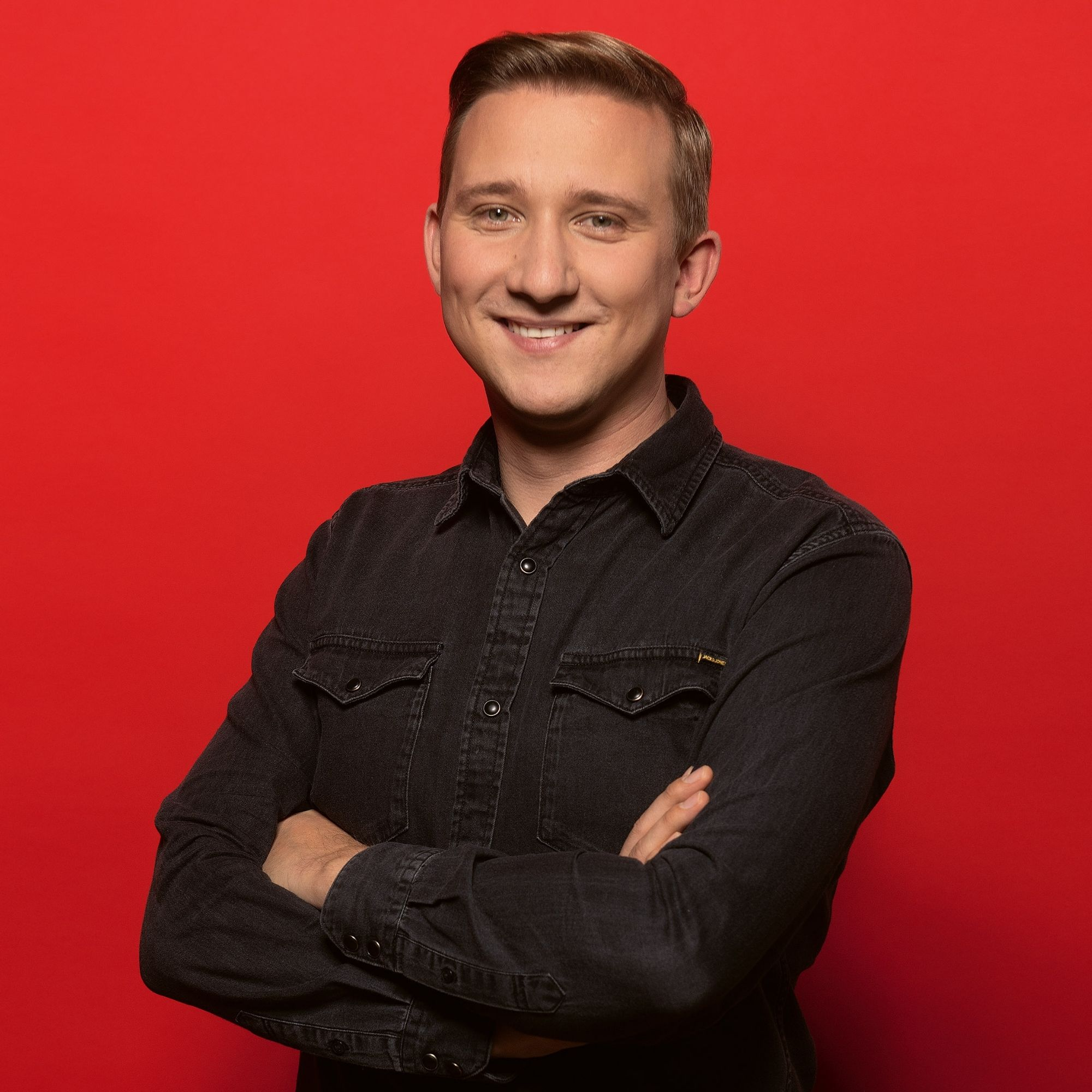
Sascha Haas, 2022

Sascha Haas (* 1. September 1990 in Saarbrücken-Dudweiler) ist ein deutscher Politiker (SPD). Seit 2022 ist er Abgeordneter im Landtag des Saarlandes. 

## Leben
Sascha Haas wuchs in Saarbrücken-Jägersfreude auf. Er absolvierte von 2010 bis 2013 eine   Ausbildung zum Fachangestellten für Arbeitsförderung und engagierte sich gewerkschaftlich in der Jugend- und Auszubildendenvertretung der Bundesagentur für Arbeit. Nach der Ausbildung war er bis 2017 bei der Agentur für Arbeit Saarland beschäftigt, bis er für die Tätigkeit bei der ehemaligen Bundestagsabgeordneten Elke Ferner freigestellt wurde. Bis zum Einzug in den saarländischen Landtag war Sascha Haas bei Ferners Nachfolgerin Josephine Ortleb als Büroleiter tätig.

## Politik
Haas ist seit 2007 SPD-Mitglied. Von 2009 bis 2011 war er stellvertretender Landesvorsitzender der Jusos. Er ist seit 2017 Vorsitzender des Saarbrücker Ortsvereins St. Johann.
Für seine Partei gehörte er von 2009 bis 2011 dem Bezirksrat Dudweiler an. Seit 2019 ist er Mitglied im Stadtrat von Saarbrücken und dort stellvertretender Fraktionsvorsitzender.
Bei der Landtagswahl im Saarland 2022 erhielt er ein Abgeordnetenmandat im Landtag des Saarlandes. Sein Landtagsmandat erhielt er im Wahlkreis Saarbrücken.
Sascha Haas gehört im Landtag des Saarlandes folgenden Ausschüssen an:
- Ausschuss für Bildung, Kultur und Medien (Vorsitzender)
- Ausschuss für Haushalt und Finanzen
- Ausschuss für Inneres, Bauen und Sport